# Propylamine
Propylamine, ook bekend onder de naam n-propylamine, is een organische verbinding met als brutoformule C3H9N. Het is een zwak basische, kleurloze vloeistof, die goed oplosbaar is in water.

## Synthese
Propylamine kan als hydrochloride bereid worden door reactie van 1-propanol met een waterige oplossing van ammoniumchloride, bij hoge temperatuur en druk. De reactie wordt doorgaans uitgevoerd in aanwezigheid van een lewiszure katalysator, zoals ijzer(III)chloride.

## Toepassingen
Propylamine is een tussenproduct bij de productie van kunststoffen, kleurstoffen, polymeren, landbouwchemicaliën en andere organische verbindingen. Het wordt ook gebruikt als oplosmiddel en als zwakke organische base.

## Toxicologie en veiligheid
De stof ontleedt bij verbranding met vorming van giftige dampen (stikstofoxides). De stof is een zwakke tot matig sterke base en reageert met zuren, gehalogeneerde koolwaterstoffen, alcoholen, sommige nitroparaffines, aluminium en zink. Propylamine reageert zeer hevig met oxidatiemiddelen en kwik, waardoor brand- en ontploffingsgevaar ontstaat. De stof tast ook koper en zijn legeringen aan.
Propylamine moet brandveilig en droog worden opgeslagen, gescheiden van sterk oxiderende stoffen, zuren, gechloreerde organische verbindingen, voeding en voedingsmiddelen.